# Urochloa
Urochloa is een geslacht uit de grassenfamilie (Poaceae). De soorten van dit geslacht komen voor in vrijwel de gehele wereld.

## Soorten
Van het geslacht zijn de volgende soorten bekend: 
- Urochloa acuminata
- Urochloa adspersa
- Urochloa advena
- Urochloa albicoma
- Urochloa ambigua
- Urochloa argentea
- Urochloa aristatum
- Urochloa arizonica
- Urochloa arrecta
- Urochloa atrisola
- Urochloa bifalcigera
- Urochloa bolbodes
- Urochloa brachyphylla
- Urochloa brachyura
- Urochloa brizantha
- Urochloa burmanica
- Urochloa chennaveeraiana
- Urochloa ciliatissima
- Urochloa cimicina
- Urochloa comata
- Urochloa cordata
- Urochloa decidua
- Urochloa decumbens
- Urochloa deflexa
- Urochloa dictyoneura
- Urochloa discifera
- Urochloa distachya
- Urochloa echinolaenoides
- Urochloa eminii
- Urochloa engleri
- Urochloa eruciformis
- Urochloa extensa
- Urochloa fasciculata
- Urochloa foliosa
- Urochloa fusca
- Urochloa fusiformis
- Urochloa geniculata
- Urochloa gilesii
- Urochloa glabra
- Urochloa glumaris
- Urochloa gorinii
- Urochloa helopus
- Urochloa holosericea
- Urochloa humidicola
- Urochloa hybrida
- Urochloa insculpta
- Urochloa javanica
- Urochloa jinshaicola
- Urochloa jubata
- Urochloa kurzii
- Urochloa lata
- Urochloa longifolia
- Urochloa lorentziana
- Urochloa marathensis
- Urochloa mauritiana
- Urochloa maxima
- Urochloa megastachya
- Urochloa meziana
- Urochloa mollis
- Urochloa mosambicensis
- Urochloa multiculma
- Urochloa munae
- Urochloa mutica
- Urochloa nilagirica
- Urochloa notochthona
- Urochloa novemnervia
- Urochloa oblita
- Urochloa oligobrachiata
- Urochloa oligotricha
- Urochloa ophryodes
- Urochloa panicoides
- Urochloa paniculata
- Urochloa paspaloides
- Urochloa paucispicata
- Urochloa piligera
- Urochloa plantaginea
- Urochloa platynota
- Urochloa platyphylla
- Urochloa platyrrhachis
- Urochloa platytaenia
- Urochloa polyphylla
- Urochloa praetervisa
- Urochloa pubescens
- Urochloa pubigera
- Urochloa pullulans
- Urochloa quintasii
- Urochloa ramosa
- Urochloa remota
- Urochloa reptans
- Urochloa rhodesiensis
- Urochloa rudis
- Urochloa ruschii
- Urochloa ruziziensis
- Urochloa sclerochlaena
- Urochloa semialata
- Urochloa semiundulata
- Urochloa semiverticillata
- Urochloa setigera
- Urochloa stapfiana
- Urochloa stolonifera
- Urochloa subquadripara
- Urochloa supervacua
- Urochloa tanimbarensis
- Urochloa texana
- Urochloa trichopodioides
- Urochloa trichopus
- Urochloa uniseta
- Urochloa venosa
- Urochloa villosa
- Urochloa vittata
- Urochloa whiteana
- Urochloa xantholeuca
- Urochloa yuanmouensi